# VdBH 65
vdBH 65 è una nebulosa a riflessione visibile nella costellazione del Compasso.
La sua individuazione è estremamente difficoltosa, essendo di dimensioni ridotte, pertanto la sua osservazione può essere condotta quasi esclusivamente a livello professionale; fa parte della Nube del Compasso, una regione di formazione stellare di stelle di piccola e media massa. La sua declinazione è fortemente australe, al punto che la sua osservazione è possibile solo dall'emisfero australe e dalla fascia tropicale e subtropicale dell'emisfero boreale; il periodo più propizio per la sua osservazione nel cielo serale è compreso fra i mesi di febbraio e luglio.
La nube è divisa in due componenti, separate da alcuni secondi d'arco, ed appare illuminata da altrettante stelle. vdBH 65a è associata alla sorgente infrarossa IRAS 14568-6304, coincidente a sua volta con una stella di Classe I. Una stella probabilmente partecipante all'illuminazione della nebulosa è MOHα 10, che presenta delle emissioni nell'Hα. In associazione alla nebulosa vi è un getto molecolare con emissioni CO e dei lobi compatti, di fatto un oggetto di Herbig-Haro catalogato come HH 139.
La nube vdBH 65b è invece associata alla sorgente IRAS 14592-6311, coincidente con una giovane stella Ae/Be di Herbig; questa stella presenta delle notevoli linee di emissione e possiede la sigla di stella variabile DG Circini. Questa stella presenta delle variazioni di luminosità che oscillano fra le magnitudini 12,75 e 16,80, con un periodo irregolare. Ad essa è associato anche un maser ad acqua leggermente variabile. A pochi minuti d'arco da questa sorgente si trovano quattro getti molecolari, identificati con le sigle da HH 140 a HH 143.